# 南通文庙
32°01′15″N 120°51′51″E / 32.02083°N 120.86417°E
南通文庙位于中国江苏省南通市崇川区人民中路14号，1983年被列为南通市文物保护单位，2011年被列为江苏省文物保护单位。
南通文庙始建于北宋太平兴国五年（980年），据明万历六年（1578年）《通州志》所附通州儒学图和清乾隆二十年（1755年）《直隶通州志》所附儒学图，至清代原建筑中路依次为泮宫坊、棂星门、泮池、戟门（左右为名宦祠和乡贤祠）、大成殿（前有东西两庑）、明伦堂（左有兴贤斋、建德斋，右有修业斋、祭器库）、敬一亭和尊经阁，东路为儒学，西路为学房（明代称号房）。现存明代所建大成殿及戟门（年代不详），大成殿面阔五间，进深三间，重檐庑殿顶。目前建筑长期用作古玩市场。